# IV Андромеды
IV Андромеды (лат. IV Andromedae) — одиночная переменная звезда в созвездии Андромеды на расстоянии приблизительно 1897 световых лет (около 582 парсеков) от Солнца. Видимая звёздная величина звезды — от +10,9m до +10m.

## Характеристики
IV Андромеды — красная пульсирующая полуправильная переменная звезда (SR:) спектрального класса M7, или M6, или M5. Эффективная температура — около 3286 K.